# Louis Feuillade
Louis Feuillade (19. februar 1873 i Lunel – 25. februar 1925 i Nice) var en fransk stumfilminstruktør, bedst kendt for Les Vampires.

## Filmografi
Han lavede hundredvis af film. De bedst kendte er:
- Fantômas (1913-14)
- Les Vampires (1915)

Se også:
- Irma Vep, en film opkaldt efter Les Vampires' heltinde. ("Irma Vep" er et anagram af "Vampire".)